# Brahmina shillongensis
Brahmina shillongensis är en skalbaggsart som beskrevs av Brenske 1899. Brahmina shillongensis ingår i släktet Brahmina och familjen Melolonthidae. Inga underarter finns listade.